# 碱海子
碱海子也作察汗淖尔、察汗淖尔海子，是一个位于中国内蒙古自治区乌兰察布市察哈尔右翼后旗东部的鹹水湖，位于县城白音察干镇东北约24.5千米处，水面面积11.75平方千米，水面高程1340.7米，集水面积1236.77平方千米。主要补给水源为西面入湖的霞江河和大东沟。湖泊南、西约有30平方千米的沼泽地。富有天然碱资源。
碱海子湖区属于蒙新高原区。它的一级流域为内流区诸河，二级流域为内蒙古内流区。
在2019年察哈尔右翼后旗人民政府公布的河湖管理范围划定成果中，碱海子（察汗淖尔）管理范围边界线全长为19.007千米，管理范围面积为17.72平方千米。